# Брин, Вадим Борисович
 Вадим Борисович Брин  (род. 14 августа 1943 года, Орджоникидзе Северо-Осетинской АССР) — специалист в области нормальной и патологической физиологии. Доктор медицинских наук, профессор, бывший проректор по научной работе Северо-Осетинской государственной медицинской академии.

## Биография
Вадим Борисович Брин родился 14 августа 1943 года в городе Орджоникидзе (ныне Владикавказ) Северо-Осетинской АССР. В 1959 году окончил среднюю школу № 50 города Орджоникидзе и поступил в Северо-Осетинский государственный медицинский институт (ныне Северо-Осетинская государственная медицинская академия). В 1965 году окончил институт с красным дипломом. Учился в аспирантуре на кафедре патологической физиологии Ростовского государственного медицинского института. Защитил кандидатскую диссертацию. С 1968 года работал на должности ассистента кафедры патологической физиологии Ростовского государственного медицинского института.
В 1978 году Вадим Борисович стал заведующим лабораторией клинической патофизиологии. В 1980 году защитил докторскую диссертацию на тему: «Сравнительно-онтогенетический анализ патогенеза артериальных гипертензий». Его научным руководителем был профессор Богдан Арташесович Сааков. Получил ученое звание доктора медицинских наук, с 1984 года — профессор. В 1983 году избран заведующим кафедрой нормальной физиологии. С 1986 года работал проректором по научной работе Северо-Осетинской государственной медицинской академии, одновременно, с 1996 года — начальник отдела физиологии и патологии висцеральных систем Института биомедицинских исследований (ИБМИ) Владикавказского научного центра РАН и РСО-А (Республика Северная Осетия — Алания).
Область научных интересов: гуморальная регуляция функции почек и системной гемодинамики, водно-солевой обмен, интоксикация солями тяжелых металлов, лечение интоксикации.
С 1995 года Вадим Борисович Брин является членом Международной академии наук экологии и безопасности жизнедеятельности (МАНЭБ), членом-корреспондентом Академии наук высшей школы. В 2004 году избран действительным членом РАЕН.
Вадим Борисович Брин имеет 20 патентов на изобретения, является автором около 360 научных работ, включая три 3 монографий, семь учебников и 10 учебных пособий. Под его руководством выполнено и защищено 29 кандидатских и 6 докторских диссертаций.

## Награды и звания
- «Заслуженный деятель науки и техники Северо-Осетинской ССР» (1993)
- «Заслуженный работник высшей школы Российской Федерации» (2005)
- Медаль им. М. В. Ломоносова МАНЭБ (1998)
- Серебряная медаль им. И. П. Павлова «За развитие медицины и здравоохранения» (1999).

## Труды
- Сравнительно-онтогенетический анализ патогенеза артериальных гипертензий: автореф. дис. … д-ра мед. наук : 14.00.16 / В. Б. Брин ; Рост. гос. мед. ин-т. — Ростов н/Д, 1979. — 38 с.
- Физиология системного кровообращения : формулы и расчеты [Текст] / В. Б. Брин, Б. Я. Зонис; ред. Б. А. Сааков. — Ростов н/Д : Изд-во Рост. ун-та, 1984. — 88 с. — Б. ц.
- Основы физиологии человека: учеб. для вузов : В 2-х т. / В. Б. Брин, И. А. Вартанян, С. Б. Данияров и др.;.Основы физиологии человека : учеб. для вузов : в 2 т. Т. 2 / В. Б. Брин [и др.]; ред. Б. И. Ткаченко ; Ассоц. преподавателей физиологии вузов. — СПб. : Междунар. фонд истории науки, 1994.
- Профилактика накопления и стимуляции экскреции тяжелых металлов с помощью применения цеолитоподобных глин (ирлитов) в эксперименте/ В. Б. Брин, М. Р. Бузоева, Э. М. Гаглоева // Вестник новых медицинских технологий : периодический теоретический и научно-практический журнал. — 2006. — Том 13, N 3. — С. 44-45